# János Garay
János Garay   (Budapest, 23 de febrer de 1889 - Mauthausen-Gusen, 5 de març de 1945) fou un tirador d'esgrima hongarès que va competir durant la dècada de 1920. Era el pare de Juan Garay.
Especialista en el sabre, el 1924 va prendre part al Jocs Olímpics de París, on va disputar dues proves del programa d'esgrima. Guanyà la medalla de plata en la competició de sabre per equips i la de bronze en la de sabre individual. Quatre anys més tard, als Jocs d'Amsterdam, guanyà la medalla d'or en la prova de sabre per equips del programa d'esgrima.
En el seu palmarès també destaquen dues medalles d'or al campionat del món d'esgrima, el 1925 en sabre individual i el 1930 en sabre per equips.
El 1944 fou deportat al camp de concentració de Mauthausen, on va morir pocs dies abans de la fi de la Segona Guerra Mundial.